# Roc du Midi
Le roc du Midi (en catalan Roc del Migdia) est un sommet rocheux du massif des Albères, situé dans le département français des  Pyrénées-Orientales. D’une altitude de 872 mètres, il est situé sous le pic du Néoulous.
Le roc est bien visible depuis la plaine du Roussillon, plus particulièrement depuis Sorède, Laroque-des-Albères et Montesquieu-des-Albères.

## Patrimoine et culture
Le roc du Midi fait partie du paysage identitaire des communes de Sorède et de Laroque-des-Albères. Sur les chemins qui montent vers le roc, un dolmen très remarquable est visible : le dolmen de la Balma del Moro.
Le nom est repris par des noms de rue, de camping et de commerçants des villages. Certaines légendes sont évoquées au sujet du rocher, sans qu'il soit possible d'en vérifier l'origine dans le folklore local.
Dans des époques reculées, le rocher servait vraisemblablement à déterminer l’heure dans la plaine, au même titre que tous les sommets qui portent le nom « du midi ».

## Activités
Plusieurs randonnées passent un peu en contrebas du roc.
La première ascension du rocher est attribuée à François Herbert, au début des années 1980. Deux ou trois voies d’escalade ont par la suite été ouvertes dans les années 1985-1988.